# Burgstall Stoffen
Der Burgstall Stoffen bezeichnet eine abgegangene spätmittelalterliche Höhenburg bei 681 m ü. NHN 400 m nordnordöstlich der Pfarrkirche Mariä Heimsuchung in Stoffen, einem Gemeindeteil der Gemeinde Pürgen im Landsberg am Lech in Bayern. Die Anlage wird als Bodendenkmal unter der Aktennummer D-1-7931-0042 als „Burgstall des hohen oder späten Mittelalters“ geführt.

## Beschreibung
Die sichelförmige Anlage liegt zwischen den Straßen Am Fuchsloch und der Burgstraße von Stoffen. Das Gelände ist gegenüber dem Lageplatz der Ortskirche um 20 m erhöht. Die Anlage besitzt in der Nord-Süd-Richtung die Ausmaße von ca. 100 m und in West-Ost-Richtung von 40 m. Das Burgareal ist teilweise bewaldet, teilweise modern überbaut. 